# Edmund Nowaczkiewicz
Edmund Nowaczkiewicz (* 15. November 1880 in Orpischewo (Orpiszew), Kreis Krotoschin; † 1941 im KZ Mauthausen) war ein deutsch-polnischer Gymnasiallehrer und Schulleiter.

## Familie
Edmund Nowaczkiewicz war verheiratet mit Sofie Marchwicka (* 21. Mai 1884 in  Jarotschin). Sie hatten drei Kinder: Irene (* 5. August 1910 in Osnabrück), Alfred (* 16. Januar 1913 in Osnabrück) und Maria (* 7. November 1916 in Osnabrück). Sein Bruder war der katholische Priester Józef Nowaczkiewicz (* 24. April 1882 in Świnków; † 1. März 1941 im KZ Dachau).

## Leben
Geboren 1880 in Orpischewo, Kreis Krotoschin, besuchte Nowaczkiewicz bis Ostern 1900 das Königliche Wilhelms-Gymnasium zu Krotoschin und studierte dann drei Semester in Breslau und sechs Semester in Greifswald Mathematik, Physik, Chemie und Mineralogie. In Greifswald bestand er im Dezember 1906 die Prüfung für das Lehramt an höheren Schulen. Zur Ableistung des Seminarjahres wurde er Ostern 1906 dem pädagogischen Seminar am Kaiser Wilhelms-Gymnasium zu Hannover zugewiesen, ging aber schon nach drei Monaten zur Vertretung eines erkrankten Oberlehrers an das Andreas-Realgymnasium nach Hildesheim. Von Ostern 1907 bis Michaelis 1909 wirkte er an der Realschule zu Emden, gefolgt von einem knappen Jahr als Lehrer am Realgymnasium zu Uelzen. Ostern 1910 wurde er dann an das Realgymnasium in Osnabrück berufen, wo er bis 1918 unterrichtete. Er war Mitglied im Verein Deutscher Philologen und Schulmänner (1912) und ab 1910 im Deutschen Alpenverein, Sektion Osnabrück.
1919 kehrte Nowaczkiewicz zurück in seine Heimat, die Kreisstadt Krotoszyn in der neugegründeten Republik Polen. 1919–1929 war er Direktor des „Deutsch mathematisch-naturwissenschaftlichen Privatgymnasiums Krotoschin“ bis zu dessen Auflösung. 1929 wechselte er als Direktor an das staatliche Gymnasium in Trzemeszno. Edmund Nowaczkiewicz starb 1941 im KZ Mauthausen.

## Wirken als Künstler in Osnabrück
Nowaczkiewicz war der Gründer der Künstlergruppe „Barenturm“, die mit neuen künstlerischen Ideen, Aktionen und Kritik am etablierten Kulturbetrieb in Osnabrück für öffentliche Aufmerksamkeit sorgte. Zur Gruppe gehörten die Maler Heinrich Assmann (1890–1915), Hans Lodtz (1877–1916), Gustav Redeker (1890–1915) und Gerhard Rohlfes (1880–1952). 1913 gelang es der Gruppe, Nowaczkiewicz, der erst seit 1910 Mitglied war, anstelle des Archivrats Erich Fink in den Vorstand des Osnabrücker Museumsvereins wählen zu lassen. Da Nowaczkiewicz ein scharfer Kritiker der Museums-Politik war, traten daraufhin mehrere Vorstandsmitglieder aus Protest zurück. Seine Kritik am Museumsverein formulierte er so: „Es tritt jetzt aber auch an die Stadt und an die einschlägigen Vereine die Pflicht heran, im Sinne Stüves weiter zu wirken und durch Ankäufe von Kunstwerken moderner Maler die Sammlung nach Kräften zu vermehren. Auch müßten sich vor allem auch die wohlhabenden Bürger der Stadt ihrer Pflichten der Allgemeinheit gegenüber in künstlerischer Beziehung in noch höherem Maße wie bisher bewußt werden, eingedenk der Tatsache, daß neben dem ‚noblesse oblige‘ auch der Spruch ‚richesse oblige‘ seine Geltung hat.“

## Schriften
- Die Buchstaben-Darstellung und Algebra einschließlich der graphischen Darstellungen, der Logarithmen und des Rechnens mit denselben. […] Bearbeitet für den Selbstunterricht und zum Gebrauche am Unterricht für Bau,- Gewerbe- und Fortbildungsschulen. Leipzig 1914.[11]